# Hienghène Sport
O Hienghène Sport é um clube de futebol sediado em Hienghène. A equipe disputa o Campeonato Neocaledônio de Futebol.
Em 2019, o clube conquistou seu maior título quando ganhou a Liga dos Campeões da OFC 2019 e se classificou para o Copa do Mundo de Clubes da FIFA de 2019.

## Plantel
Nota: Bandeiras indicam equipe nacional, conforme definido pelas regras de elegibilidade da FIFA. Os jogadores podem ter mais de uma nacionalidade não-FIFA.
| N.º |                | Posição | Jogador          |
| --- | -------------- | ------- | ---------------- |
| 1   | Nova Caledónia | G       | Rocky Nyikeine   |
| 2   | Nova Caledónia | D       | Joris Gorendiawe |
| 3   | Nova Caledónia | D       | William Yentao   |
| 4   | Nova Caledónia | D       | Bruno Nyanem     |
| 5   | Nova Caledónia | D       | Jordan Dinet     |
| 7   | Nova Caledónia | A       | Anthony Kaï      |
| 8   | Nova Caledónia | M       | Geordy Gony      |
| 9   | Nova Caledónia | A       | Brice Dahite     |
| 10  | Nova Caledónia | M       | Miguel Kayara    |
| 11  | Nova Caledónia | A       | Bertrand Kaï     |
| 12  | Nova Caledónia | A       | Antoine Roine    |
| 13  | Nova Caledónia | D       | Roy Kayara       |

| N.º |                | Posição | Jogador             |
| --- | -------------- | ------- | ------------------- |
| 14  | Nova Caledónia | A       | Gianny Kayara       |
| 17  | Nova Caledónia | D       | Erwan Ausu          |
| 18  | Nova Caledónia | M       | Kevin Tein          |
| 19  | Nova Caledónia | G       | Jacques Nyikeine    |
| 20  | Nova Caledónia | M       | Cédric Sansot       |
| 21  | Nova Caledónia | D       | Joyce Poindjao      |
| 22  | Portugal       | M       | Pedro Vilela        |
| 23  | Nova Caledónia | A       | Nelson Kaï          |
| 28  | Nova Caledónia | A       | Franck Sinem        |
| 29  | Nova Caledónia | A       | Alexandre Guacar    |
| 30  | Nova Caledónia | A       | Yvanoe Bamy         |
| 31  | Nova Caledónia | G       | Christopher Yeiwene |

## Títulos
Fonte:

| Continentais   | Continentais             | Continentais | Continentais      |
|                | Competição               | Títulos      | Temporadas        |
| -------------- | ------------------------ | ------------ | ----------------- |
|                | Liga dos Campeões da OFC | 1            | 2019              |
| Nacionais      |                          |              |                   |
|                | Competição               | Continentais | Temporadas        |
| Nova Caledónia | Campeonato Neocaledônio  | 3            | 2017, 2019 e 2021 |
| Nova Caledónia | Copa da Nova Caledónia   | 3            | 2013, 2015 e 2019 |